# Cesta, Krško
Cesta este o localitate din comuna Krško, Slovenia, cu o populație de 78 de locuitori.